# 峙滩镇
峙滩乡，是中华人民共和国江西省景德镇市浮梁县下辖的一个乡镇级行政单位。

## 行政区划
峙滩乡下辖以下地区：
峙滩村、龙潭村、流口村、清溪村、梅湖村、侈溪村、大河里村、明溪村、英溪村和金竹林场生活区。

## 中国传统村落
2012年，英溪村被评为首批“中国传统村落”。